# Évolution du Collège cardinalice au XVe siècle

Cet article présente les évolutions au sein du Sacré Collège ou collège des cardinaux au cours du XVe siècle sous les pontificats de Innocent VII (1404-1406), Grégoire XII (1406-1415), Martin V (1417-1431), Eugène IV (1431-1447), Nicolas V (1447-1455), Calixte III (1455-1458), Pie II (1458-1464), Paul II (1464-1471), Sixte IV (1471-1484), Innocent VIII (1484-1492) et Alexandre VI (1492-1503).

## Évolution numérique au cours du pontificat deInnocent VII(1404-1406)
| Date       | Évènement                                                                     | Pays              | Total |
| ---------- | ----------------------------------------------------------------------------- | ----------------- | ----- |
| 10/10/1404 | Cardinaux au moment du Conclave de 1404,                                      | États pontificaux | 14    |
| 17/10/1404 | Élection papale du cardinal Cosimo de' Migliorati sous le nom de Innocent VII | États pontificaux | 13    |
| 04/12/1404 | Décès du cardinal Cristoforo Maroni                                           | États pontificaux | 12    |
| 12/06/1405 | Consistoire : création de 11 cardinaux                                        | États pontificaux | 23    |
| 18/06/1405 | Décès du cardinal Francesco Carbone                                           | Royaume de Naples | 22    |
| 26/07/1405 | Décès du cardinal Antonio Arcioni                                             | États pontificaux | 21    |
| 06/11/1406 | Décès du pape Innocent VII                                                    | États pontificaux | 21    |

## Évolution numérique au cours du pontificat deGrégoire XII(1406-1415)
| Date       | Évènement                                                                     | Pays                   | Total |
| ---------- | ----------------------------------------------------------------------------- | ---------------------- | ----- |
| 18/11/1406 | Cardinaux au moment du Conclave de 1406,                                      | États pontificaux      | 21    |
| 30/11/1406 | Élection papale du cardinal Angelo Correr sous le nom de Grégoire XII         | États pontificaux      | 20    |
| 09/05/1408 | Consistoire : création de 4 cardinaux                                         | États pontificaux      | 24    |
| 31/05/1408 | Décès du cardinal Angelo Acciaioli                                            | République de Florence | 23    |
| 01/07/1408 | Décès du cardinal Jean Gilles                                                 | France                 | 22    |
| 19/09/1408 | Consistoire : création de 10 cardinaux                                        | États pontificaux      | 31    |
| 10/11/1408 | Décès du cardinal Vicente de Ribas                                            | Couronne d'Aragon      | 30    |
| 19/11/1408 | Décès du cardinal Bálint Alsáni                                               | Royaume de Hongrie     | 29    |
| 05/03/1410 | Décès du cardinal Matthieu de Cracovie                                        | Royaume de Pologne     | 28    |
| 03/05/1410 | Décès du cardinal Pietro Filargis (antipape Alexandre V)                      | République de Venise   | 27    |
| 16/10/1410 | Décès du cardinal Giovanni Migliorati                                         | Royaume de Naples      | 26    |
| 15/02/1411 | Décès du cardinal Corrado Caraccioli                                          | Royaume de Naples      | 25    |
| 14/09/1411 | Décès du cardinal Luca Manzoli                                                | République de Florence | 24    |
| 02/10/1411 | Décès du cardinal Antonio Calvi                                               | États pontificaux      | 23    |
| 11/01/1412 | Décès du cardinal Antonio Caetani                                             | États pontificaux      | 22    |
| 08/03/1412 | Décès du cardinal Guy de Malesec                                              | France                 | 21    |
| 17/06/1412 | Décès du cardinal Enrico Minutoli                                             | Royaume de Naples      | 20    |
| 21/06/1412 | Décès du cardinal Angelo Cino                                                 | États pontificaux      | 19    |
| 14/07/1412 | Décès du cardinal Francesco Uguccione                                         | Duché d'Urbino         | 18    |
| 18/09/1413 | Décès du cardinal Ludovico Bonito                                             | Royaume de Naples      | 17    |
| 1413       | Décès du cardinal Giacopo del Torso                                           | République de Venise   | 16    |
| 04/07/1415 | Renonciation du pape Grégoire XII pour mettre fin au Grand Schisme d’Occident | États pontificaux      | 16    |
| 16/10/1415 | Décès du cardinal Landolfo Maramaldo                                          | Royaume de Naples      | 15    |
| 10/1416    | Décès du cardinal Bandello Bandelli                                           | République de Lucques  | 14    |
| 18/10/1417 | Décès du pape Grégoire XII                                                    | États pontificaux      | 14    |
| 30/10/1417 | Décès du cardinal Pietro Stefaneschi                                          | États pontificaux      | 13    |

## Évolution numérique au cours du pontificat deMartin V(1417-1431)
| Date       | Évènement | Pays                   | Total |
| ---------- | --- | ---------------------- | ----- |
|            | Cardinaux au moment du conclave du Concile de Constance : 23 cardinaux présents 9 cardinaux sur les 12 créés par les papes de Rome 4 cardinaux sur 9 créés par les papes d'Avignon 10 cardinaux sur 14 créés par les papes de Pise 0 cardinal sur 1 créé avant 1378 | États pontificaux      | 36    |
| 11/11/1417 | Élection papale du cardinal Oddone Colonna sous le nom de Martin V | États pontificaux      | 35    |
| 16/08/1418 | Décès du cardinal Angelo Barbarigo | République de Venise   | 34    |
| 04/09/1418 | Décès du cardinal Antoine de Challant | Saint-Empire           | 33    |
| 11/1418    | Décès du cardinal Guglielmo Carbone | Royaume de Naples      | 32    |
| 22/11/1418 | Décès du cardinal Francesco Lando | République de Venise   | 31    |
| 10/06/1419 | Décès du cardinal Giovanni Dominici | République de Florence | 30    |
| 23/06/1419 | Consistoire: confirmation d'1 cardinal | États pontificaux      | 30    |
| 28/06/1419 | Décès du cardinal Amédée de Saluces | Marquisat de Saluces   | 29    |
| 20/08/1419 | Décès du cardinal Georg von Liechtenstein-Nicolsburg | Duché d'Autriche       | 28    |
| 22/12/1419 | Décès du cardinal Baldassarre Cossa (antipape Jean XXIII) | Royaume de Naples      | 27    |
| 09/08/1420 | Décès du cardinal Pierre d'Ailly | France                 | 26    |
| 19/09/1420 | Décès du cardinal Pedro Fernandez de Frias | Couronne de Castille   | 25    |
| 08/10/1420 | Décès du cardinal Carlos Jordan de Urriès y Pérez Salanova | Couronne d'Aragon      | 24    |
| 11/1420    | Décès du cardinal Juan Martinez de Murillo | Royaume de Navarre     | 23    |
| 22/08/1422 | Décès du cardinal Pedro da Fonseca | Royaume de Portugal    | 22    |
| 07/09/1422 | Décès du cardinal Alamanno Adimari | Faenza                 | 21    |
| 19/01/1423 | Décès du cardinal Simon de Cramaud | France                 | 20    |
| 03/04/1423 | Décès du cardinal Ludovico Fieschi | République de Gênes    | 19    |
| 23/05/1423 | Décès du cardinal Pedro de Luna (antipape Benoît XIII) | Couronne d'Aragon      | 18    |
| 23/07/1423 | Consistoire: création de 2 cardinaux "in pectore" | États pontificaux      | 20    |
| 1424       | Décès du cardinal Philip Repington | Royaume d'Angleterre   | 19    |
| 11/08/1424 | Décès du cardinal Pietro Morosini | République de Venise   | 18    |
| 16/02/1426 | Décès du cardinal Jean Allarmet de Brogny | France                 | 17    |
| 24/05/1426 | Consistoire: création de 12 cardinaux | États pontificaux      | 29    |
| 27/03/1427 | Décès du cardinal Rinaldo Brancaccio | Royaume de Naples      | 28    |
| 08/09/1427 | Décès du cardinal Tommaso Brancaccio | Royaume de Naples      | 27    |
| 08/09/1427 | Décès du cardinal Giacomo Isolani | États pontificaux      | 26    |
| 21/10/1427 | Décès du cardinal Raimond Mairose | France                 | 25    |
| 21/07/1428 | Décès du cardinal Angelo d'Anna de Sommariva | Royaume de Naples      | 24    |
| 06/11/1428 | Décès du cardinal Guillaume Fillastre | France                 | 23    |
| 26/06/1430 | Décès du cardinal Louis Ier de Bar | France                 | 22    |
| 09/10/1430 | Décès du cardinal Johann von Bucka | Saint-Empire           | 21    |
| 08/11/1430 | Consistoire: création de 2 cardinaux "in pectore" et révélation des 2 cardinaux "in pectore" créés le 23/07/1423 | États pontificaux      | 23    |
| 20/02/1431 | Décès du pape Martin V | États pontificaux      | 23    |

## Évolution numérique au cours du pontificat deEugène IV(1431-1447)
| Date       | Évènement                                                               | Pays                   | Total |
| ---------- | ----------------------------------------------------------------------- | ---------------------- | ----- |
| 02/03/1431 | Cardinaux au moment du Conclave de 1431,                                | États pontificaux      | 23    |
| 03/03/1431 | Élection papale du cardinal Gabriele Condulmer sous le nom de Eugène IV | États pontificaux      | 22    |
| 31/07/1431 | Décès du cardinal Antonio Panciera                                      | République de Venise   | 21    |
| 19/09/1431 | Consistoire: création de 2 cardinaux                                    | États pontificaux      | 23    |
| 27/09/1432 | Décès du cardinal Guillaume de Montfort                                 | France                 | 22    |
| 14/03/1434 | Décès du cardinal Alfonso Carrillo de Albornoz                          | Couronne de Castille   | 21    |
| 09/04/1434 | Décès du cardinal Ardicino della Porta                                  | Saint-Empire           | 20    |
| 01/03/1436 | Décès du cardinal Juan Casanova                                         | Couronne d'Aragon      | 19    |
| 24/03/1437 | Décès du cardinal Jean de La Rochetaillée                               | France                 | 18    |
| 09/08/1437 | Consistoire: création de 1 cardinal                                     | États pontificaux      | 19    |
| 09/09/1437 | Décès du cardinal Lucido Conti                                          | États pontificaux      | 18    |
| 28/11/1437 | Décès du cardinal Thomas Langley                                        | Royaume d'Angleterre   | 17    |
| 29/05/1438 | Décès du cardinal Giordano Orsini, iuniore                              | États pontificaux      | 16    |
| 04/02/1439 | Décès du cardinal Antonio Casini                                        | République de Sienne   | 15    |
| 18/12/1439 | Consistoire: création de 17 cardinaux                                   | États pontificaux      | 32    |
| 02/04/1440 | Décès du cardinal Giovanni Maria Vitelleschi                            | États pontificaux      | 31    |
| 01/07/1440 | Consistoire: création de 2 cardinaux                                    | États pontificaux      | 33    |
| 08/1442    | Décès du cardinal Hugues de Lusignan                                    | Royaume de Chypre      | 32    |
| 03/02/1443 | Décès du cardinal Branda Castiglioni                                    | Saint-Empire           | 31    |
| 09/05/1443 | Décès du cardinal Niccolò Albergati                                     | États pontificaux      | 30    |
| 18/09/1443 | Décès du cardinal Louis de Luxembourg                                   | France                 | 29    |
| 04/04/1444 | Décès du cardinal Renault de Chartres                                   | France                 | 28    |
| 02/05/1444 | Consistoire: création de 1 cardinal                                     | États pontificaux      | 29    |
| 12/09/1444 | Décès du cardinal Angelotto Fosco                                       | États pontificaux      | 28    |
| 10/11/1444 | Décès du cardinal Giuliano Cesarini                                     | États pontificaux      | 27    |
| 09/01/1445 | Décès du cardinal Antonio Correr                                        | République de Venise   | 26    |
| 25/04/1445 | Décès du cardinal Domingo Ram i Lanaja                                  | Couronne d'Aragon      | 25    |
| 11/08/1445 | Décès du cardinal Alberto Alberti                                       | République de Florence | 24    |
| 09/10/1445 | Décès du cardinal Gerardo Landriani Capitani                            | Saint-Empire           | 23    |
| 16/12/1446 | Consistoire: création de 4 cardinaux                                    | États pontificaux      | 27    |
| 23/02/1447 | Décès du pape Eugène IV                                                 | États pontificaux      | 27    |

## Évolution numérique au cours du pontificat deNicolas V(1447-1455)
| Date       | Évènement                                                                 | Pays                 | Total |
| ---------- | ------------------------------------------------------------------------- | -------------------- | ----- |
| 04/03/1447 | Cardinaux au moment du Conclave de 1447,                                  | États pontificaux    | 27    |
| 06/03/1447 | Élection papale du cardinal Tommaso Parentucelli sous le nom de Nicolas V | États pontificaux    | 26    |
| 03/04/1447 | Décès du cardinal Niccolò d'Acciapaccio                                   | Royaume de Naples    | 25    |
| 11/04/1447 | Décès du cardinal Henri Beaufort                                          | Royaume d'Angleterre | 24    |
| 06/07/1447 | Décès du cardinal António Martins de Chaves                               | Royaume de Portugal  | 23    |
| 16/02/1448 | Consistoire: création de 1 cardinal                                       | États pontificaux    | 24    |
| 20/12/1448 | Consistoire: création de 6 cardinaux                                      | États pontificaux    | 30    |
| 21/01/1449 | Décès du cardinal Giovanni Berardi                                        | Royaume de Naples    | 29    |
| 21/01/1449 | Décès du cardinal Giovanni de Primis                                      | Royaume de Naples    | 28    |
| 23/04/1449 | Consistoire: création de 1 cardinal                                       | États pontificaux    | 29    |
| 19/12/1449 | Consistoire: création de 3 cardinaux                                      | États pontificaux    | 32    |
| 04/07/1450 | Décès du cardinal Enrico Rampini                                          | Duché de Savoie      | 31    |
| 16/09/1450 | Décès du cardinal Louis Aleman                                            | France               | 30    |
| 07/01/1451 | Décès du cardinal Amédée VIII de Savoie (ancien antipape Félix V)         | Duché de Savoie      | 29    |
| 09/09/1451 | Décès du cardinal Jean Le Jeune                                           | France               | 28    |
| 21/09/1451 | Décès du cardinal Louis de La Palud                                       | France               | 27    |
| 10/10/1451 | Décès du cardinal Astorgio Agnensi                                        | Royaume de Naples    | 26    |
| 30/10/1453 | Décès du cardinal Francesco Condulmer                                     | République de Venise | 25    |
| 25/11/1453 | Décès du cardinal Juan de Cervantes                                       | Couronne de Castille | 24    |
| 22/03/1454 | Décès du cardinal John Kemp                                               | Royaume d'Angleterre | 23    |
| 12/12/1454 | Décès du cardinal Jean d'Arces                                            | France               | 22    |
| 24/03/1455 | Décès du pape Nicolas V                                                   | États pontificaux    | 22    |
| 01/04/1455 | Décès du cardinal Zbigniew Oleśnicki                                      | Royaume de Pologne   | 21    |

## Évolution numérique au cours du pontificat deCalixte III(1455-1458)
| Date       | Évènement                                                             | Pays              | Total |
| ---------- | --------------------------------------------------------------------- | ----------------- | ----- |
| 04/04/1455 | Cardinaux au moment du Conclave de 1455,                              | États pontificaux | 21    |
| 08/04/1455 | Élection papale du cardinal Alfonso Borgia sous le nom de Calixte III | États pontificaux | 20    |
| 28/10/1455 | Décès du cardinal Guillaume-Hugues d'Estaing                          | France            | 19    |
| 17/09/1456 | Consistoire: création de 3 cardinaux                                  | États pontificaux | 22    |
| 17/12/1456 | Consistoire: création de 6 cardinaux                                  | États pontificaux | 28    |
| 04/07/1457 | Décès du cardinal Rinaldo Piscicello                                  | Royaume de Naples | 27    |
| 06/08/1458 | Décès du pape Calixte III                                             | États pontificaux | 27    |
| 14/08/1458 | Décès du cardinal Domenico Capranica                                  | États pontificaux | 26    |

## Évolution numérique au cours du pontificat dePie II(1458-1464)
| Date       | Évènement                                                                 | Pays                | Total |
| ---------- | ------------------------------------------------------------------------- | ------------------- | ----- |
| 16/08/1458 | Cardinaux au moment du Conclave de 1458,                                  | États pontificaux   | 26    |
| 19/08/1458 | Élection papale du cardinal Enea Silvio Piccolomini sous le nom de Pie II | États pontificaux   | 25    |
| 27/08/1459 | Décès du cardinal Jaime de Portugal                                       | Royaume de Portugal | 24    |
| 12/09/1459 | Décès du cardinal Antonio Cerdà i Lloscos                                 | Couronne d'Aragon   | 23    |
| 05/03/1460 | Consistoire: création de 6 cardinaux                                      | États pontificaux   | 29    |
| 14/04/1460 | Décès du cardinal Giovanni Castiglione                                    | Duché de Milan      | 28    |
| 11/10/1461 | Décès du cardinal Giorgio Fieschi                                         | République de Gênes | 27    |
| 18/12/1461 | Consistoire: création de 6 cardinaux                                      | États pontificaux   | 33    |
| 31/05/1462 | Consistoire: création de 1 cardinal                                       | États pontificaux   | 34    |
| 24/03/1463 | Décès du cardinal Prospero Colonna                                        | États pontificaux   | 33    |
| 27/04/1463 | Décès du cardinal Isidore de Kiev                                         | Empire byzantin     | 32    |
| 20/08/1463 | Décès du cardinal Alessandro Oliva                                        | États pontificaux   | 31    |
| 01/01/1464 | Décès du cardinal Johann von Eych                                         | Électorat de Saxe   | 30    |
| 11/08/1464 | Décès du cardinal Nicolas de Cues                                         | Saint-Empire        | 29    |
| 15/08/1464 | Décès du pape Pie II                                                      | États pontificaux   | 29    |

## Évolution numérique au cours du pontificat dePaul II(1464-1471)
| Date       | Évènement                                                       | Pays                  | Total |
| ---------- | --------------------------------------------------------------- | --------------------- | ----- |
| 28/08/1464 | Cardinaux au moment du Conclave de 1464,                        | États pontificaux     | 29    |
| 30/08/1464 | Élection papale du cardinal Pietro Barbo sous le nom de Paul II | États pontificaux     | 28    |
| 13/12/1464 | Décès du cardinal Pierre de Foix                                | France                | 27    |
| 01/02/1465 | Décès du cardinal Dénes Szécsi                                  | Royaume de Hongrie    | 26    |
| 22/03/1465 | Décès du cardinal Ludovico Trevisano                            | République de Venise  | 25    |
| 04/09/1465 | Décès du cardinal Louis d'Albret                                | France                | 24    |
| 16/02/1466 | Décès du cardinal Burkhard Weisbriach                           | Duché d'Autriche      | 23    |
| 04/09/1466 | Décès du cardinal Giacomo Tebaldi                               | États pontificaux     | 22    |
| 01/12/1466 | Décès du cardinal Jaime Francisco de Cardona i de Aragón        | Couronne d'Aragon     | 21    |
| 18/09/1467 | Consistoire: création de 8 cardinaux                            | États pontificaux     | 29    |
| 12/10/1467 | Décès du cardinal Juan de Mella                                 | Couronne de Castille  | 28    |
| 26/09/1468 | Décès du cardinal Juan de Torquemada                            | Couronne de Castille  | 27    |
| 21/11/1468 | Consistoire: création de 2 cardinaux                            | États pontificaux     | 29    |
| 12/04/1469 | Décès du cardinal Pierre de Schaumberg                          | Duché de Saxe-Cobourg | 28    |
| 06/12/1469 | Décès du cardinal Juan Carvajal                                 | Couronne de Castille  | 27    |
| 19/08/1470 | Décès du cardinal Richard Olivier de Longueil                   | France                | 26    |
| 26/02/1471 | Décès du cardinal István Várdai                                 | Royaume de Hongrie    | 25    |
| 26/07/1471 | Décès du pape Paul II                                           | États pontificaux     | 25    |

## Évolution numérique au cours du pontificat deSixte IV(1471-1484)
| Date       | Évènement                                                                  | Pays                              | Total |
| ---------- | -------------------------------------------------------------------------- | --------------------------------- | ----- |
| 06/08/1471 | Cardinaux au moment du Conclave de 1471,                                   | États pontificaux                 | 25    |
| 09/08/1471 | Élection papale du cardinal Francesco della Rovere sous le nom de Sixte IV | États pontificaux                 | 24    |
| 16/12/1471 | Consistoire: création de 2 cardinaux                                       | États pontificaux                 | 26    |
| 18/11/1472 | Décès du cardinal Basilius Bessarion                                       | Empire de Trébizonde              | 25    |
| 07/05/1473 | Consistoire: création de 8 cardinaux                                       | États pontificaux                 | 33    |
| 24/11/1473 | Décès du cardinal Jean Jouffroy                                            | France                            | 32    |
| 21/12/1473 | Décès du cardinal Niccolò Fortiguerra                                      | République de Florence            | 31    |
| 03/01/1474 | Décès du cardinal Pietro Riario                                            | République de Gênes               | 30    |
| 04/05/1474 | Décès du cardinal Alain IV de Coëtivy                                      | France                            | 29    |
| 11/11/1475 | Décès du cardinal Philippe de Lévis                                        | France                            | 28    |
| 02/05/1476 | Décès du cardinal Bartolomeo Roverella                                     | États pontificaux                 | 27    |
| 18/07/1476 | Décès du cardinal Filippo Calandrini                                       | République de Gênes               | 26    |
| 09/11/1476 | Décès du cardinal Amico Agnifili                                           | Royaume de Naples                 | 25    |
| 18/12/1476 | Consistoire: création de 5 cardinaux                                       | États pontificaux                 | 30    |
| 11/08/1477 | Décès du cardinal Latino Orsini                                            | États pontificaux                 | 29    |
| 10/12/1477 | Consistoire: création de 7 cardinaux                                       | États pontificaux                 | 36    |
| 01/02/1478 | Décès du cardinal Cristoforo della Rovere                                  | Duché de Savoie                   | 35    |
| 10/02/1478 | Consistoire: création de 1 cardinal                                        | États pontificaux                 | 36    |
| 03/07/1478 | Décès du cardinal Angelo Capranica                                         | États pontificaux                 | 35    |
| 24/07/1478 | Décès du cardinal Giovanni Battista Mellini                                | États pontificaux                 | 34    |
| 25/09/1478 | Décès du cardinal Pedro Ferris                                             | Couronne d'Aragon                 | 33    |
| 02/04/1479 | Décès du cardinal Berardo Eroli                                            | États pontificaux                 | 32    |
| 03/08/1479 | Décès du cardinal Giacopo Antonio Venier                                   | États pontificaux                 | 31    |
| 10/09/1479 | Décès du cardinal Giacomo Ammannati-Piccolomini                            | République de Lucques             | 30    |
| 15/05/1480 | Consistoire: création de 5 cardinaux                                       | États pontificaux                 | 35    |
| 21/11/1481 | Décès du cardinal Cosma Orsini                                             | États pontificaux                 | 34    |
| 21/09/1482 | Décès du cardinal Georg Hesler                                             | Principauté épiscopale de Bamberg | 33    |
| 01/07/1483 | Décès du cardinal Jean Rolin                                               | France                            | 32    |
| 02/09/1483 | Décès du cardinal Ausias Despuig                                           | Couronne d'Aragon                 | 31    |
| 07/10/1483 | Décès du cardinal Ferry de Clugny                                          | France                            | 30    |
| 21/10/1483 | Décès du cardinal Francesco Gonzaga le Vieux                               | Marquisat de Mantoue              | 29    |
| 15/11/1483 | Consistoire: création de 5 cardinaux                                       | États pontificaux                 | 34    |
| 24/12/1483 | Décès du cardinal Guillaume d'Estouteville                                 | France                            | 33    |
| 21/01/1484 | Décès du cardinal Teodoro Paleologo di Montferrato                         | Duché de Savoie                   | 32    |
| 17/03/1484 | Consistoire: création de 1 cardinal                                        | États pontificaux                 | 33    |
| 05/07/1484 | Décès du cardinal Hélie de Bourdeilles                                     | France                            | 32    |
| 12/08/1484 | Décès du pape Sixte IV                                                     | États pontificaux                 | 32    |

## Évolution numérique au cours du pontificat deInnocent VIII(1484-1492)
| Date       | Évènement                                                                       | Pays                 | Total |
| ---------- | ------------------------------------------------------------------------------- | -------------------- | ----- |
| 26/08/1484 | Cardinaux au moment du Conclave de 1484,                                        | États pontificaux    | 32    |
| 29/08/1484 | Élection papale du cardinal Giovanni Battista Cybo sous le nom de Innocent VIII | États pontificaux    | 31    |
| 11/09/1484 | Décès du cardinal Philibert Hugonet                                             | France               | 30    |
| 22/10/1484 | Décès du cardinal Stefano Nardini                                               | États pontificaux    | 29    |
| 21/11/1484 | Décès du cardinal Juan Margarit i Pau                                           | Couronne d'Aragon    | 28    |
| 11/08/1485 | Décès du cardinal Pietro Foscari                                                | République de Venise | 27    |
| 21/11/1485 | Décès du cardinal Giovanni d'Aragona                                            | Royaume de Naples    | 26    |
| 30/03/1486 | Décès du cardinal Thomas Bourchier                                              | Royaume d'Angleterre | 25    |
| 27/09/1486 | Décès du cardinal Gabriele Rangone                                              | Duché de Milan       | 24    |
| 13/09/1488 | Décès du cardinal Charles II de Bourbon                                         | France               | 23    |
| 02/10/1488 | Décès du cardinal Giovanni Arcimboldo                                           | Duché de Milan       | 22    |
| 09/03/1489 | Consistoire: création de 8 cardinaux                                            | États pontificaux    | 30    |
| 10/08/1490 | Décès du cardinal Pierre de Foix le jeune                                       | France               | 29    |
| 02/03/1491 | Décès du cardinal Marco Barbo                                                   | République de Venise | 28    |
| 05/10/1491 | Décès du cardinal Jean de la Balue                                              | France               | 27    |
| 25/07/1492 | Décès du pape Innocent VIII                                                     | États pontificaux    | 27    |

## Évolution numérique au cours du pontificat deAlexandre VI(1492-1503)
| Date       | Évènement                                                              | Pays                  | Total |
| ---------- | ---------------------------------------------------------------------- | --------------------- | ----- |
| 06/08/1492 | Cardinaux au moment du Conclave de 1492,                               | États pontificaux     | 27    |
| 11/08/1492 | Élection papale du cardinal Rodrigo Borgia sous le nom de Alexandre VI | États pontificaux     | 26    |
| 31/08/1492 | Consistoire: création de 1 cardinal                                    | États pontificaux     | 27    |
| 14/09/1492 | Décès du cardinal Maffeo Gherardi                                      | République de Venise  | 26    |
| 04/02/1493 | Décès du cardinal Ardicino della Porta                                 | Duché de Milan        | 25    |
| 20/09/1493 | Consistoire: création de 12 cardinaux                                  | États pontificaux     | 37    |
| 20/10/1493 | Décès du cardinal Giovanni Conti                                       | États pontificaux     | 36    |
| 05/1494    | Consistoire: création de 1 cardinal in pectore                         | États pontificaux     | 37    |
| 11/01/1495 | Décès du cardinal Pedro González de Mendoza                            | Couronne de Castille  | 36    |
| 16/01/1495 | Consistoire: création de 1 cardinal                                    | États pontificaux     | 37    |
| 21/01/1495 | Consistoire: création de 1 cardinal                                    | États pontificaux     | 38    |
| 19/02/1496 | Consistoire: création de 4 cardinaux                                   | États pontificaux     | 42    |
| 08/08/1497 | Décès du cardinal Bernardino Lunati                                    | Duché de Milan        | 41    |
| 09/12/1497 | Décès du cardinal Giovanni Giacomo Schiaffinati                        | Duché de Milan        | 40    |
| 22/03/1498 | Décès du cardinal Paolo Fregoso                                        | République de Gênes   | 39    |
| 17/08/1498 | Renonciation du cardinal César Borgia (†12/03/1507),                   | États pontificaux     | 38    |
| 17/09/1498 | Consistoire: création de 1 cardinal                                    | États pontificaux     | 39    |
| 18/09/1498 | Décès du cardinal Giovanni Battista Savelli                            | États pontificaux     | 38    |
| 06/08/1499 | Décès du cardinal Jean Bilhères de Lagraulas                           | France                | 37    |
| 17/01/1500 | Décès du cardinal Juan de Borja Llançol de Romaní                      | Couronne d'Aragon     | 36    |
| 20/03/1500 | Consistoire: création de 3 cardinaux in pectore                        | États pontificaux     | 39    |
| 25/03/1500 | Décès du cardinal Bartolomé Martí                                      | Couronne d'Aragon     | 38    |
| 15/09/1500 | Décès du cardinal John Morton                                          | Royaume d'Angleterre  | 37    |
| 28/09/1500 | Consistoire: création de 10 cardinaux in pectore                       | États pontificaux     | 47    |
| 10/11/1500 | Décès du cardinal André d'Espinay                                      | France                | 46    |
| 22/04/1501 | Décès du cardinal Domenico della Rovere                                | Duché de Savoie       | 45    |
| 08/05/1501 | Décès du cardinal Giovanni Battista Zeno                               | République de Venise  | 44    |
| 05/08/1501 | Décès du cardinal Juan López                                           | Couronne d'Aragon     | 43    |
| 22/02/1502 | Décès du cardinal Giovanni Battista Orsini                             | États pontificaux     | 42    |
| 20/07/1502 | Décès du cardinal Giovanni Battista Ferrari                            | Ville libre de Modène | 41    |
| 14/10/1502 | Décès du cardinal Diego Hurtado de Mendoza                             | Couronne de Castille  | 40    |
| 13/03/1503 | Décès du cardinal Fryderyk Jagiellończyk                               | Royaume de Pologne    | 39    |
| 10/04/1503 | Décès du cardinal Giovanni Michiel                                     | République de Venise  | 38    |
| 31/05/1503 | Consistoire: création de 9 cardinaux in pectore                        | États pontificaux     | 47    |
| 03/07/1503 | Décès du cardinal Pierre d'Aubusson                                    | France                | 46    |
| 01/08/1503 | Décès du cardinal Juan de Borja Lanzol de Romaní, el mayor             | Couronne de Castille  | 45    |
| 18/08/1503 | Décès du pape Alexandre VI                                             | États pontificaux     | 45    |

## Cardinaux créés auXVesiècle
- Cardinaux créés par Innocent VII (1404-1406) : 11 dans 1 consistoire
- Cardinaux créés par Grégoire XII (1406-1415) : 14 dans 2 consistoires
- Cardinaux créés par Martin V (1417-1431) : 17 dans 3 consistoires
- Cardinaux créés par Eugène IV (1431-1447) : 27 dans 6 consistoires
- Cardinaux créés par Nicolas V (1447-1455) : 11 dans 4 consistoires
- Cardinaux créés par Calixte III (1455-1458) : 9 dans 2 consistoires
- Cardinaux créés par Pie II (1458-1464) : 13 dans 3 consistoires
- Cardinaux créés par Paul II (1464-1471) : 10 dans 2 consistoires
- Cardinaux créés par Sixte IV (1471-1484) : 34 dans 8 consistoires
- Cardinaux créés par Innocent VIII (1484-1492) : 8 dans 1 consistoire
- Cardinaux créés par Alexandre VI (1492-1503) : 43 dans 10 consistoires
- Au total : 198 cardinaux créés au XVe siècle.